# Pfeiffer Vacuum
 (décembre 2023).
Pfeiffer Vacuum est une entreprise allemande qui fabrique des pompes à vide et dont le siège est situé à Asslar. Elle fait partie de l'indice TecDAX et possède un site de R&D et de production à Annecy qui emploie 1000 personnes en 2023,.
Le 20 mai 2019, le groupe familial Busch Vacuum Solutions devient l’actionnaire principal de l’entreprise. Et les deux entreprises concluent des accords stratégiques.

## Historique
Fondée en 1890 à Wetzlar par Arthur Pfeiffer, Pfeiffer Vacuum a une longue histoire de développement et d’innovation dans le domaine de la technologie du vide.
Pendant la Seconde Guerre mondiale, l'entreprise a bénéficié de nombreux contrats spéciaux de la Luftwaffe et a connu une croissance constante. Dans les usines, des commandes mécaniques pour les V1 et V2 ainsi que des équipements de bord pour le bombardier JU 88 ont été produites,.
En juillet 1996, l’entreprise a été cotée à la NYSE et en avril 1998 au TecDAX3.
Le groupe entre sur le marché chinois en 2007.
Le 20 mai 2019, le groupe familial Busch Vacuum Solutions devient l’actionnaire principal de l’entreprise. Les deux entreprises concluent des accords stratégiques. Ces accords ont ouvert la voie à une coopération plus étroite entre les deux entreprises, en se concentrant sur les domaines des Achats, des Ventes et du Service, de la R&D, ainsi que de l’Informatique. Ensemble les deux entreprises deviennent leader international sur les marchés du vide.

### Histoire de la filiale française
En 1951, la SACM choisit la ville d'Annecy pour implanter son site de fabrication de torpilles sous-marines. Quelques années plus tard, la SACM devient Alcatel. À partir de 1961, l'implantation d'Annecy commence à développer, produire et commercialiser des pompes à vide pour l'industrie du vide. Ainsi, de nouveaux produits dédiés aux semi-conducteurs sont lancés sur le marché par l'entreprise, dont les premier détecteurs secs, pompes sèches et grosses pompes turbo-moléculaires à palier magnétique.
En 2004, Alcatel Vacuum Technology crée sa propre marque dédiée aux technologies du vide, « adixen ».
En 2011, Pfeiffer Vacuum acquiert Alcatel Vacuum Technology et ses filiales. L’entreprise annecienne devient  « adixen Vacuum Products » puis « Pfeiffer-Vacuum SAS». Cette fusion permet de proposer une gamme complète de solutions de vide combinant les produits Pfeiffer Vacuum et Adixen,.

## Principaux actionnaires
Au 29 septembre 2021:
| Dr.-Ing. K. Busch GmbH                                       | 63,0% |
| Investmentaktiengesellschaft für langfristige Investoren TGV | 3,05% |
| Hakuto Co., Ltd.                                             | 2,76% |
| Allianz Global Investors GmbH                                | 2,27% |
| Norges Bank Investment Management                            | 2,10% |
| The Vanguard Group, Inc.                                     | 1,73% |
| Harris Associates LP                                         | 1,56% |
| William Blair Investment Management LLC                      | 1,50% |
| Dimensional Fund Advisors LP                                 | 1,10% |
| Thornburg Investment Management, Inc.                        | 0,83% |
| Autres                                                       | 20,1% |